# Charles Rogers
Charles "Buddy" Rogers (Olathe (Kansas), 13 augustus 1904 - Rancho Mirage, 21 april 1999) was een Amerikaans acteur en muzikant.
In de jaren '20 begon Rogers met zijn carrière en Hollywood. Hij wordt wellicht het best herinnerd vanwege zijn rol in Wings (1927). Daarnaast maakte hij jazzmuziek met de trombone. Verder werkte hij tijdens de Tweede Wereldoorlog als instructeur voor piloten.
Rogers trouwde in 1937 met actrice Mary Pickford, die hij ontmoette op de set van My Best Girl (1927). Ze adopteerden twee kinderen en bleven getrouwd tot haar dood in 1979. Rogers hertrouwde twee jaar later en bleef getrouwd tot zijn dood in 1999.
- Bibsys: 13047735
- Biblioteca Nacional de España: XX4682468
- Bibliothèque nationale de France: cb138991128 (data)
- Catàleg d'autoritats de noms i títols de Catalunya: 981058514658506706
- Gemeinsame Normdatei: 1159773602
- Library of Congress Control Number: n85199126
- MusicBrainz: cd109e89-04e8-4eaa-b8b7-f36e356a49ae
- SNAC: w6251qm9
- Virtual International Authority File: 232517864
- WorldCat: E39PBJghhxKhBH6qKPccFJrjG3